# Colobothea fibrosa
Colobothea fibrosa är en skalbaggsart som beskrevs av Wilhelm Ferdinand Erichson 1847. Colobothea fibrosa ingår i släktet Colobothea och familjen långhorningar. Inga underarter finns listade i Catalogue of Life.